# Gregor van der Burght
Gregor van der Burght (Abbekerk, 27 maart 1944) is een Nederlandse civielrechtelijk en notarieel jurist, en emeritus hoogleraar aan de Vrije Universiteit Amsterdam. 

## Loopbaan
Van der Burght studeerde van 1964 tot 1969 rechten en notariaat aan de Universiteit van Amsterdam. Hij promoveerde in 1973 aan dezelfde universiteit bij prof. mr. Adriaan Pitlo op het proefschrift Het wettelijk deelgenootschap.   
In 1978 werd hij hoogleraar privaatrecht, notarieel recht en notarieel belastingrecht aan de Vrije Universiteit. Vanaf 1982 tot zijn emeritaat in 2013 was hij ook bijzonder hoogleraar aan de Universiteit van de Nederlandse Antillen.
Vanaf 1985 was Van der Burght als projectmanager betrokken bij de Berkerjasama Indonesia-Belanda tentang Hukum (Samenwerking tussen Indonesië en Nederland op het terrein van het recht). In die hoedanigheid heeft hij tot het einde van het project in 1992 trainingen ontwikkeld voor de rechtenfaculteiten van Indonesische staatsuniversiteiten ten behoeve van de bijscholing van Indonesische universitaire docenten. Na 1992 zette hij dit werk voort ten behoeve van particuliere universiteiten. Enige boeken van hem werden in het Bahasa Indonesia vertaald en uitgegeven.

## Publicaties
Van zijn hand verschenen vele publicaties waaronder sinds 1977 de bewerkingen van twee handboeken uit de Pitlo-serie: het deel Personen- en familierecht en het deel Erfrecht (Gouda-Quint/Kluwer, Deventer) en de twee delen Parlementaire Geschiedenis Boek 4 BW Erfrecht (Kluwer, Deventer). In 2012 verscheen zijn Nederlands Caribisch Erfrecht en de tweede druk in 2016 bij Wolf Legal Publishers. In 2019 publiceerde hij bij deze uitgever zijn Nederlands Caribisch Huwelijksvermogensrecht.
Als vast medewerker van het Weekblad Fiscaal Recht schreef hij artikelen over het successierecht (erfbelasting) en tevens in het Weekblad voor privaatrecht, notariaat en registratie over huwelijksvermogens- en erfrecht. Van 2005 tot 2013 was hij redacteur van Fiscaal Tijdschrift Vermogen. Daarnaast was hij hoofdredacteur van Estate Planner; Estateplanner Expert en van de losbladige Kluwer-uitgave Erfrecht. Hij publiceerde enige werken voor het internationale forum.

## Overige activiteiten
Zijn belangstelling voor de rechtsontwikkelingen in het buitenland, blijkt onder meer uit zijn vele gastcolleges en gast-hoogleraarschappen zowel in Europa (KU Leuven) als ook daar buiten; McGill University, Montreal. Het liber amicorum dat hij bij zijn afscheid van de VU ontving had als titel: In dienst van het recht grenzen verleggen (Kluwer, Deventer, 2009). Datzelfde jaar werd hij benoemd tot Ridder in de Orde van Oranje Nassau. Vanaf 2001 is hij zich ook gaan verdiepen in buitengerechtelijk conflictoplossing en beoefent mediation in zijn praktijk. Hij was mede-oprichter en eerste voorzitter van de Stichting Nalatenschapsmediation Nederland die zich beijvert in het voorkomen dan wel oplossen van (familie/bedrijfs)-conflictenten gevolgen van een overlijden door ante-mortem en post-mortem mediation.
Van 2001 tot maart 2014 fungeerde hij als Honorair Raadsheer in het Gerechtshof te 's-Gravenhage in de familiekamer.